# Jarosław Lipszyc
Jarosław Lipszyc (ur. 1975) – polski poeta, były dziennikarz „Aktivista” i „Życia Warszawy” oraz działacz na rzecz wolnej kultury. Prezes Fundacji Nowoczesna Polska.

## Literatura
Twórca niewychodzącego już pisma literackiego „Meble”, związanego z nurtem neolingwistycznym, którego był jednym z głównych ideologów i przedstawicieli. Współautor Manifestu Neolingwistycznego.
Wydał trzy tomiki: bólion w kostce (Warszawa 1997, Lampa i Iskra Boża), poczytalnia (Warszawa 2000, Lampa i Iskra Boża) i Mnemotechniki (Warszawa 2008, Wydawnictwo Krytyki Politycznej). Ta ostatnia książka jest zbiorem literackich remiksów z artykułów Wikipedii, i udostępniona jest na licencji GFDL, także na Wikiźródłach. Poza tym publikował m.in. w pismach literackich „Lampa”, „Ha!art” oraz społeczno-politycznej „Krytyce Politycznej”.
Wykonywał swoje wiersze z towarzyszeniem specjalnie powołanego w tym celu zespołu Usta, który działał w latach 2002–2006.

## Działalność społeczna

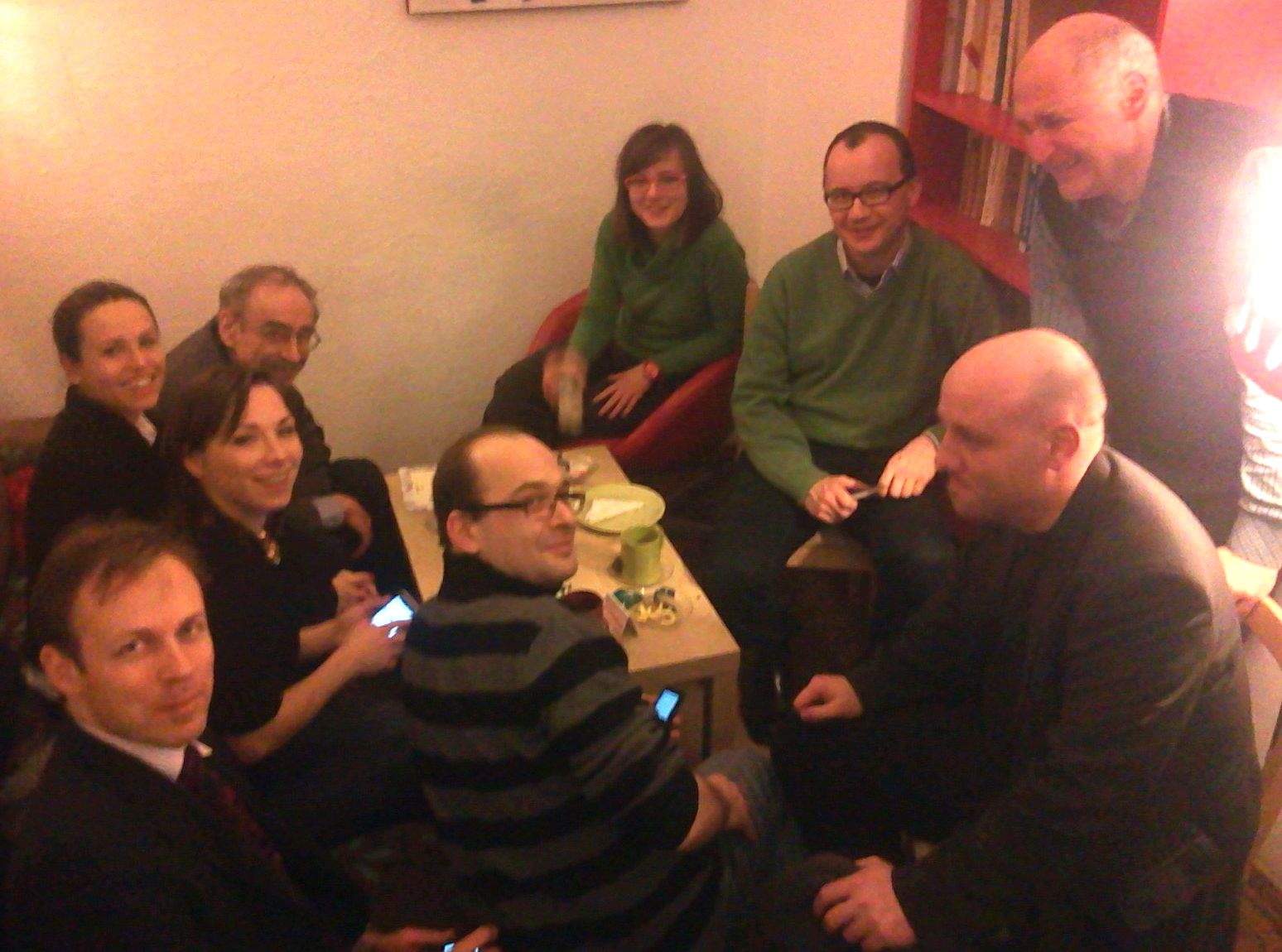
Przedstawiciele organizacji pozarządowych analizujący sytuację związaną z protestami przeciwko ACTA: Józef Halbersztadt (ISOC Polska), Małgorzata Szumańska (Panoptykon), Adam Bodnar (HFPC), Dominika Bychawska-Siniarska (HFPC), Katarzyna Szymielewicz (Panoptykon), Władysław Majewski (ISOC Polska), Marcin Cieślak (ISOC Polska), Jarosław Lipszyc (Nowoczesna Polska, ISOC Polska), Piotr Waglowski (ISOC Polska, Nowoczesna Polska, Panoptykon) (Warszawa, 27 stycznia 2012 r.)

Jarosław Lipszyc jest prezesem Fundacji Nowoczesna Polska, która prowadzi kilka projektów w ramach których tworzone są otwarte zasoby edukacyjne, dostępne na wolnych licencjach: Wolne Lektury (szkolna biblioteka internetowa), Wolne podręczniki oraz Czytamy słuchając (audiobooki z lekturami).

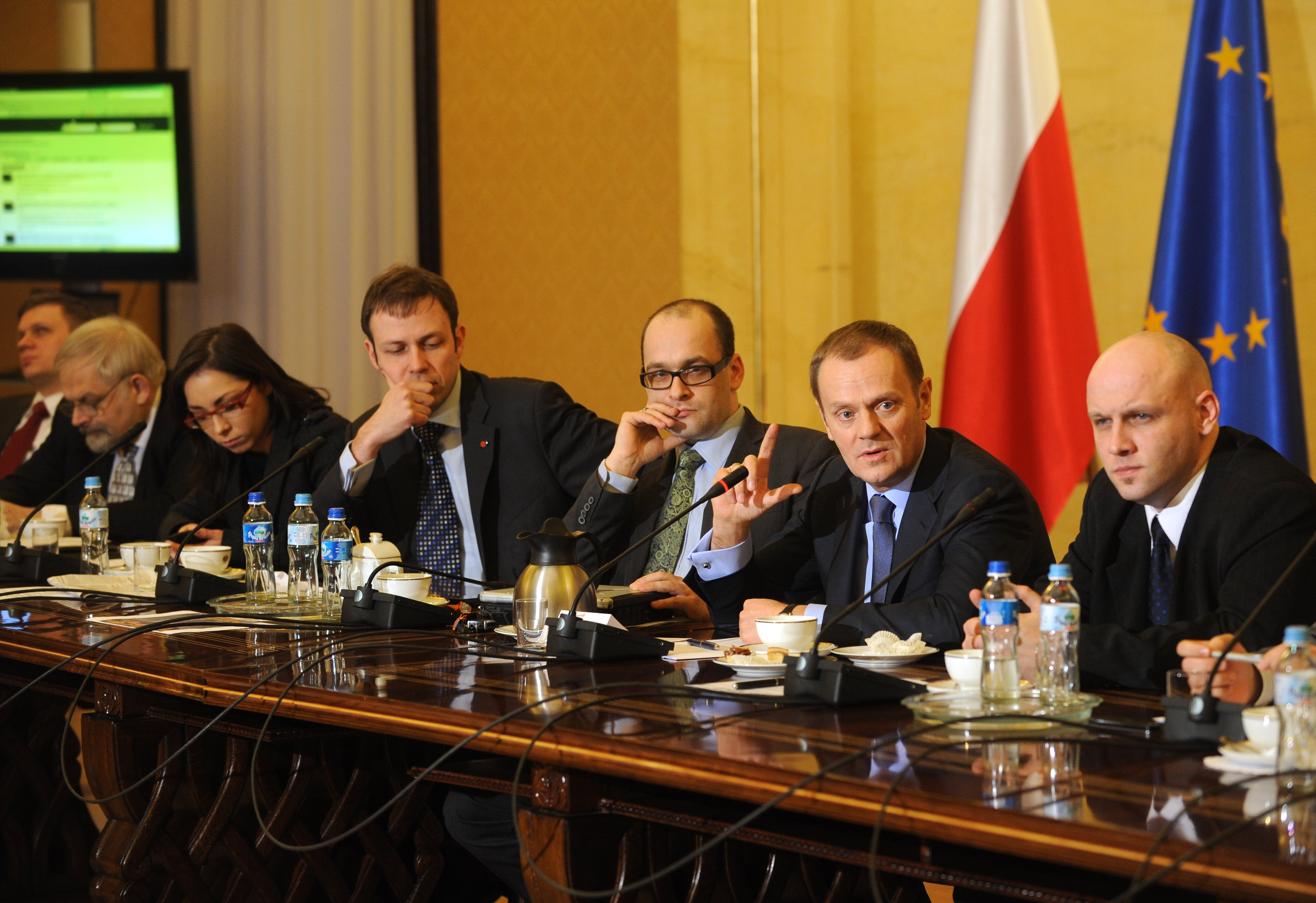
5 lutego 2010 roku, spotkanie „internautów” z Prezesem Rady Ministrów związane z protestem przeciwko tworzeniu Rejestru Stron i Usług Niedozwolonych, Sala Świetlikowa Kancelarii Prezesa Rady Ministrów, materiały prasowe KPRM. Na zdjęciu: Aleksander Waszkielewicz (Fundacja Instytut Rozwoju Regionalnego), Wacław Iszkowski (Polska Izba Informatyki i Telekomunikacji), Katarzyna Szymielewicz (Fundacja Panoptykon), Marcin Cieślak (Internet Society Poland), Jarosław Lipszyc (Fundacja Nowoczesna Polska), Donald Tusk (prezes Rady Ministrów), Piotr Waglowski (Internet Society Poland, Fundacja Nowoczesna Polska, Fundacja Panoptykon).

Był inicjatorem „Listu otwartego przeciw wprowadzeniu patentów na oprogramowanie” (2005) i „Listu otwartego przeciwko DRM” (2006) – cyfrowym systemom ograniczania dostępu do dóbr kultury. W latach 2006–2009 członek kolektywu Indeks 73.
W 2008 był inicjatorem i współorganizatorem Koalicji Otwartej Edukacji (KOED), zrzeszającej organizacje wspierające ideę rozwijania i wykorzystywania otwartych zasobów edukacyjnych. W latach 2008–2011 był przewodniczącym prezydium KOED, od 2012 jest członkiem tegoż prezydium.
Na przełomie stycznia i lutego 2012 włączył się aktywnie w protesty przeciw przyjęciu przez Polskę umowy ACTA. Jego wypowiedzi były cytowane m.in. w Gazecie Wyborczej i PAP, brał również udział w debacie telewizyjnej w programie „Tomasz Lis na żywo”. Był także współorganizatorem Improwizowanego Kongresu Wolnego Internetu.
Zdjęcie autorstwa Tomasza Tomaszewskiego przedstawiające Jarosława Lipszyca z dziewczyną znalazło się na okładce „New York Times Magazine” (nr z 3 sierpnia 1997), przy okazji artykułu poświęconego polskiej społeczności żydowskiej.
15 września 2014 został odznaczony Złotym Krzyżem Zasługi.